# Sidorejo (Belitang Jaya)
Sidorejo is een bestuurslaag in het regentschap Ogan Komering Ulu van de provincie Zuid-Sumatra, Indonesië. Sidorejo telt 1807 inwoners (volkstelling 2010).